# RAB36
RAB36‏ (RAB36, member RAS oncogene family) هوَ بروتين يُشَفر بواسطة جين RAB36 في الإنسان.